# Phyprosopus intertribulus
Phyprosopus intertribulus är en fjärilsart som beskrevs av Dyar 1921. Phyprosopus intertribulus ingår i släktet Phyprosopus och familjen nattflyn. Inga underarter finns listade i Catalogue of Life.